# Monumenta musicae svecicae
Monumenta musicae svecicae (MMS) är en utgivningsserie där äldre svensk musik (främst från perioden 1600–1900) publicerats i form av vetenskapliga utgåvor. Utgivningsserien har möjliggjort att denna musik kunnat framföras och spelas in. Huvudman för utgivningen var från och med 1958 Svenska samfundet för musikforskning. Sedan 1990-talet ansvarar i stället Kungliga Musikaliska Akademien för utgivningen. Huvudredaktör för serien är Margareta Rörby.

## Volymer utgivna inom serien
- MMS 1: Roman, Johan Helmich; Bengtsson Ingmar, Frydén Lars (1958). Assaggi à violino solo. Works, by Johan Helmich Roman ; Monumenta musicae svecicae ; 1. Stockholm: A&W. Libris 11532747
- MMS 2: Kraus, Joseph Martin; Engländer Richard (1960). Works 1, Sinfonie c-moll/C minor. Monumenta musicae Svecicae, 0077-1473 ; 2. Stockholm: Almqvist & Wiksell. Libris 242669
- MMS 3: Reimers Lennart, red (1962). Johannespassion St. John's passion. Musica Svecica saeculi XVII, 99-0229595-9 ; 1Monumenta musicae Svecicae, 0077-1473 ; 3. Stockholm: Almqvist & Wiksell. Libris 243282
- MMS 4: Roman, Johan Helmich; Bengtsson Ingmar (1965). Sinfonie 1-3. Works, by Johan Helmich Roman ; Monumenta musicae svecicae ; 4. Stockholm: A&W. Libris 11540659
- MMS 5: Moberg Carl-Allan, Rudén Jan Olof, red (1968) (på latin). Drei Vokalwerke der schwedischen Grossmachtepoche Three vocal compositions from the Swedish great power period. Musica Svecica saeculi XVII, 99-0229595-9 ; 2-4Monumenta musicae Svecicae, 0077-1473 ; 5. Stockholm: Almqvist & Wiksell. Libris 580712
- MMS 6: Wikmanson, Johan; Lomnäs Bonnie, Lomnäs Erling (1970) (på engelska). Werke 1, Streichquartette = String quartets : (Op. 1:1-3). Monumenta musicae Svecicae, 0077-1473 ; 6. Stockholm: Almqvist & Wiksell. Libris 242671
- MMS 7: Vogler, Georg Joseph; Kellgren Johan Henric, Boman Pehr Conrad, Tegen Martin (1973) (på tyska). Gustav Adolf och Ebba Brahe lyriskt drama i tre akter : lyrische Drama in drei Akten. Monumenta musicae Svecicae, 0077-1473 ; 7. Stockholm: Almqvist & Wiksell. Libris 242680
- MMS 8: Mráček Jaroslav J.S., red (1976). Seventeenth-century instrumental dance music in Uppsala University Library Instr.mus. hs 409. Musica Svecica saeculi XVII, 99-0229595-9 ; 5Monumenta musicae Svecicae, 0077-1473 ; 8. Stockholm: Ed. Reimers. Libris 243289
- MMS 9: Kraus, Joseph Martin; Rudén Jan Olof (1979) (på tyska). Sorgemusik över Gustav III bisättningsmusik och begravningskantat = Trauermusik für Gustav III : Trauersinfonie und Begräbniskantate. Monumenta musicae Svecicae, 0077-1473 ; 9. Stockholm: Ed. Reimers. Libris 277809
- MMS 10: Wikmanson, Johan; Lomnäs Bonnie (1981). Werke 2, Streichquartett A dur = String quartet in A major. Monumenta musicae Svecicae, 0077-1473 ; 10. Stockholm: Almqvist & Wiksell. Libris 242672
- MMS 11: Söderman, August; Helmer Axel (1981) (på tyska). Sånger med piano Lieder mit Klavierbegleitung. Monumenta musicae Svecicae, 0077-1473 ; 11. Stockholm: Edition Reimers. Libris 8211321
- MMS 12: Naumann, Johann Gottlieb; Kellgren Johan Henric, Ivarsdotter Anna, Rörby Margareta, Génetay Claude (1991). Gustaf Wasa lyrisk tragedi i tre akter. Monumenta musicae Svecicae, 0077-1473 ; 12. Stockholm: Edition Reimers. Libris 1252415
- MMS 13: Roman, Johan Helmich; Bengtsson Ingmar, Frydén Lars (1992). Verk 3, Golovinmusiken = The Golovin music = Musik für Graf Golowin : musique satt til en festin hos ryska ministren gref Gollowin : BeRI 1. Monumenta musicae Svecicae, 0077-1473 ; 13. Stockholm: Edition Reimers. Libris 242666
- MMS 14: Roman, Johan Helmich; Bengtsson Ingmar, Hallgren Lars (1994). Konsert för flöjt och orkester, G-dur = Concerto for flute and orchestra, G Major = Konzert für Flöte und Orchester, G-Dur BeRi 54. Verk, av Johan Helmich Roman ; Monumenta musicae Svecicae 0077-1473 ; 14. Stockholm: Reimers. Libris 11547760
- MMS 15: Crusell, Bernhard; Rörby Margareta, Dahlström Fabian (1995). Konsert för klarinett och orkester Ess-dur op. 1. Monumenta musicae Svecicae, 0077-1473 ; 15. Stockholm: Ed. Reimers. Libris 2089051
- MMS 16: Crusell, Bernhard; Rörby Margareta, Dahlström Fabian (1995). Konsert för klarinett och orkester f-moll op. 5. Monumenta musicae Svecicae, 0077-1473 ; 16. Stockholm: Ed. Reimers. Libris 2089052
- MMS 17: Crusell, Bernhard; Rörby Margareta, Dahlström Fabian (1995). Konsert för klarinett och orkester B-dur op. 11. Monumenta musicae Svecicae, 0077-1473 ; 17. Stockholm: Ed. Reimers. Libris 2089050
- MMS 18: Düben, Gustav; Rudén Jan Olof, Schuback Thomas, Rörby Margareta, Columbus Samuel (1998). Odæ sveticæ (1674) : tolv svenska sånger. Monumenta musicae Svecicae, 0077-1473 ; 18. Stockholm: Ed. Reimers. Libris 2511095
- MMS 19: Geijer, Erik Gustaf; Wikman Bertil (2000). Sonater för piano fyra händer. Monumenta musicae Svecicae, 0077-1473 ; 19. Stockholm: Ed. Reimers. Libris 3067443
- MMS 20: Tegen Martin, red (2001). Svenska sånger 1790-1810 Swedish songs 1790-1810. Monumenta musicae Svecicae, 0077-1473 ; 20. Stockholm: Ed. Reimers. Libris 3355503
- MMS 21: Lindblad, Adolf Fredrik; Ander Owe (2004). Symfoni D-dur Symphony D major. Monumenta musicae Svecicae, 0077-1473 ; 21. Stockholm: Ed. Reimers. Libris 9522969
- MMS 22: Hägg, Jakob Adolf; Rosengren Finn, Rörby Margareta (2008). Konsertuvertyr c-moll. Monumenta musicae svecicae / utgiven av Kungl. musikaliska akademien ; huvudredaktör Margareta Rörby, 0077-1473 ; 22. Stockholm: Ed. Reimers. Libris 11586742